# Les Lumières du mariage
Les Lumières du mariage est un tableau réalisé par le peintre français Marc Chagall en 1945. Cette huile sur toile représente des noces sous un chandelier et le regard d'une chèvre ailée. Elle est conservée à la Kunsthaus de Zurich.